# Anže Kopitar
Anže Kopitar (* 24. August 1987 in Jesenice, SR Slowenien) ist ein slowenischer Eishockeyspieler. Der Center steht seit 2006 bei den Los Angeles Kings in der National Hockey League unter Vertrag, die ihn im NHL Entry Draft 2005 an elfter Position ausgewählt hatten. Mit dem Team, das er seit 2016 als Kapitän anführt, gewann er in den Jahren 2012 und 2014 den Stanley Cup. Er hält die Franchise-Rekorde für die meisten Spiele und Torvorlagen bei den Kings. Zudem wurde Kopitar zweimal mit der Frank J. Selke Trophy als bester defensiver Stürmer der NHL, dreimal mit der Lady Byng Memorial Trophy als fairer Sportsmann sowie einmal mit dem Mark Messier Leadership Award für Führungsqualitäten ausgezeichnet. Auf internationaler Ebene vertrat er Slowenien unter anderem bei den Olympischen Winterspielen 2014. Sein Vater Matjaž Kopitar war ebenfalls ein professioneller Eishockeyspieler und ist mittlerweile als Trainer tätig. Sein Bruder Gašper Kopitar ist ebenfalls Eishockeyprofi.

## Karriere

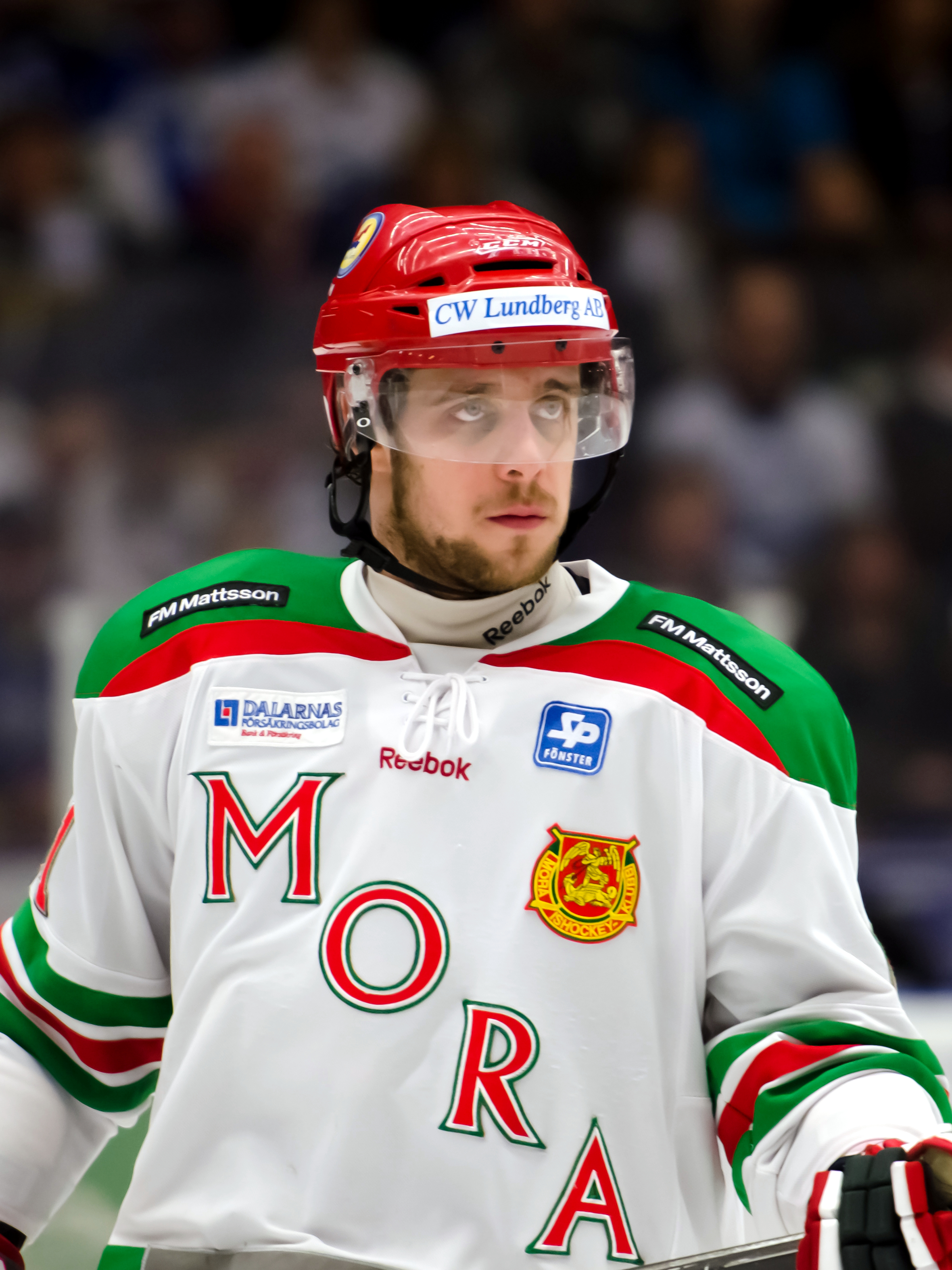
Kopitar im Trikot des Mora IK (2012)

Kopitar lernte das Eishockeyspielen in Slowenien beim HD mladi Jesenice, für den er zwischen 2002 und 2004 in der slowenischen Juniorenliga spielte. Parallel dazu kam er in der Herrenmannschaft des Partnerteams HK HIT Casino Kranjska Gora in der slowenischen Eishockeyliga, der Državno Prvenstvo, zum Einsatz. 2004, im Alter von 17 Jahren, entschied er sich zu einem Wechsel nach Schweden und spielte dort zunächst bei den Junioren des Södertälje SK. Am Ende der Spielzeit 2004/05 debütierte er zudem für die Männermannschaft des gleichen Vereins in der Elitserien. Aufgrund der gezeigten Leistungen wurden auch die Scouts aus Nordamerika auf ihn aufmerksam, so dass Kopitar als erster Europäer des NHL Entry Draft 2005 von den Los Angeles Kings ausgewählt wurde. Im Sommer 2005 nahm Kopitar an einem Rookie-Trainingslager der Kings teil, entschied sich aber für einen Verbleib in Schweden. Kurze Zeit später wurde er zudem beim Import-Draft der Canadian Hockey League ausgewählt, entschied sich jedoch erneut für einen Verbleib beim Södertälje SK.
Zu Beginn der Saison 2006/07 debütierte er in der NHL und war damit der erste slowenische NHL-Spieler. In seiner Rookie-Saison bei Los Angeles erreichte er in 72 Spielen 61 Scorerpunkte, davon 20 Tore und 41 Assists. Damit war er der drittbeste Rookie der gesamten NHL nach Punkten. Seine 20:32 Minuten Eiszeit pro Spiel waren der Bestwert aller Stürmer der Los Angeles Kings. In den folgenden zwei Spielzeiten etablierte er sich innerhalb der Liga und entwickelte sich zu einem Führungsspieler der Kings, so dass er in der Spielzeit 2009/10 zum Assistenzkapitän seiner Mannschaft gewählt wurde. Am 26. März 2011 erlitt Kopitar bei einer Partie gegen die Colorado Avalanche einen Knöchelbruch, was ihn für den Rest der Saison 2010/11 vom Spielbetrieb ausschloss.
In der Sommerpause spielt Anže Kopitar Inlinehockey. Zwischen 2005 und 2007 spielte er jeweils einige Spiele für den Inlinehockey-Club aus Kranjska Gora. Den Lockout der Saison 2012/13 verbrachte er beim Mora IK in Schweden.
Nachdem er mit den Kings 2012 und 2014 den Stanley Cup gewonnen hatte, wurde er im Juni 2016 zum 14. Mannschaftskapitän in der Franchise-Geschichte ernannt. Im gleichen Monat wurde er für die abgelaufene Saison mit der Frank J. Selke Trophy als bester defensiver Stürmer sowie mit der Lady Byng Memorial Trophy für vorbildliches Benehmen und hohen sportlichen Standard ausgezeichnet. In der Spielzeit 2017/18 erzielte er mit 92 Scorerpunkten aus 82 Spielen seine bisher beste Karriereleistung und erreichte zugleich erstmals die Marke von über 1,0 Punkten pro Spiel. Anschließend wurde er mit seiner zweiten Frank J. Selke Trophy geehrt und war darüber hinaus auch mit Taylor Hall und Nathan MacKinnon für die Hart Memorial Trophy als wertvollster Spieler der Liga nominiert, die in der Folge jedoch Hall gewann.
Im April 2019 bestritt Kopitar das 1000. NHL-Spiel der regulären Saison. Im Mai 2021 wurde der Slowene zum 91. Spieler der NHL-Historie, der die Marke von 1000 Scorerpunkten erreichte. Zudem ehrte man ihn am Ende der Saison 2021/22 mit dem Mark Messier Leadership Award für seine Führungsqualitäten, ebenso wie am Ende der Spielzeit 2022/23 mit seiner zweiten Lady Byng Memorial Trophy. In der Spielzeit 2023/24 übernahm er den Franchise-Rekord der meisten absolvierten Spiele mit seinem 1297. Einsatz von Dustin Brown, ebenso wie den Titel des besten Vorlagengebers mit seinem 758. Assist von Marcel Dionne. Einen weiteren Meilenstein erreichte er im Oktober 2024, als er als 35. Spieler der NHL-Historie seine 800. Torvorlage verzeichnete. Am Ende der Saison 2024/25 erhielt er seine dritte Lady Byng Memorial Trophy.

### International
Für Slowenien nahm Kopitar im Juniorenbereich an den U18-Junioren-Weltmeisterschaften der Division I 2003, 2004 und 2005 sowie den U20-Junioren-Weltmeisterschaften der Division I 2004, 2005 und 2006 teil. Im Seniorenbereich stand er im Aufgebot seines Landes bei den Weltmeisterschaften der Division I 2007 und 2019 sowie den Weltmeisterschaften der Top-Division 2005, 2006, 2008 und 2015. Vor allem bei der U20-WM der Division I 2005, bei der er Topscorer und bester Torschütze der Gruppe B war und bei den Herren-WMs der Division I 2007, bei der er seiner Mannschaft als Topscorer, bester Stürmer, Most Valuable Player, bester Vorlagengeber und Spieler mit der besten Plus/Minus-Bilanz der Gruppe B seiner Mannschaft zum Aufstieg in die Top-Division verhalf, und 2019, als Topscorer und bester Vorlagengeber des Turniers auch zum besten Spieler seiner Mannschaft gewählt wurde, konnte er im Nationaltrikot überzeugen.
Im Februar 2014 nahm Kopitar zum ersten Mal mit der slowenischen Nationalmannschaft an Olympischen Winterspielen teil und erreichte das Viertelfinale. Zudem vertrat er seine Farben bei den Olympiaqualifikationsturnieren für die Winterspiele 2006 in Turin, 2018 in Pyeongchang und 2022 in Peking.
Außerdem vertrat er das Team Europa beim World Cup of Hockey 2016 und belegte dort mit der Mannschaft, die er als Kapitän auf das Eis führte, den zweiten Platz.

## Erfolge und Auszeichnungen
| - 2004 Topscorer der Slowenischen Eishockeyliga - 2005 Topscorer der schwedischen U20-Superelit - 2007 Teilnahme am NHL YoungStars Game - 2008 Teilnahme am NHL All-Star Game - 2011 Teilnahme am NHL All-Star Game - 2012 Stanley-Cup-Gewinn mit den Los Angeles Kings - 2012 Topscorer (20) der Stanley-Cup-Playoffs (gemeinsam mit Dustin Brown) - 2014 Stanley-Cup-Gewinn mit den Los Angeles Kings - 2014 Topscorer (26) der Stanley-Cup-Playoffs - 2015 Teilnahme am NHL All-Star Game | - 2016 Lady Byng Memorial Trophy - 2016 Frank J. Selke Trophy - 2018 Teilnahme am NHL All-Star Game - 2018 Frank J. Selke Trophy - 2020 Teilnahme am NHL All-Star Game - 2021 NHL-Spieler des Monats Januar der West Division - 2022 Mark Messier Leadership Award - 2023 Lady Byng Memorial Trophy - 2025 Lady Byng Memorial Trophy |

### International
| - 2005 Topscorer der U18-Junioren-Weltmeisterschaft der Division I, Gruppe A - 2005 Bester Torschütze der U18-Junioren-Weltmeisterschaft der Division I, Gruppe A - 2005 Bester Vorlagengeber der U18-Junioren-Weltmeisterschaft der Division I, Gruppe A (gemeinsam mit Sjarhej Kaszizyn, Sergei Tron und Klemen Žbontar) - 2005 Topscorer der U20-Junioren-Weltmeisterschaft der Division I, Gruppe B - 2005 Bester Torschütze der U20-Junioren-Weltmeisterschaft der Division I, Gruppe B - 2007 Aufstieg in die Top-Division bei der Weltmeisterschaft der Division I, Gruppe B - 2007 Topscorer der Weltmeisterschaft der Division I, Gruppe B | - 2007 Bester Stürmer der Weltmeisterschaft der Division I, Gruppe B - 2007 Wertvollster Spieler der Weltmeisterschaft der Division I, Gruppe B - 2007 Bester Vorlagengeber der Weltmeisterschaft der Division I, Gruppe B - 2007 Beste Plus/Minus-Bilanz der Weltmeisterschaft der Division I, Gruppe B - 2016 Zweiter Platz beim World Cup of Hockey - 2019 Bester Vorlagengeber und Topscorer der Weltmeisterschaft der Division I, Gruppe A |

## Karrierestatistik
Stand: Ende der Saison 2024/25

### International
| Vertrat Slowenien bei: - U18-Junioren-Weltmeisterschaft der Division I 2003 - U20-Junioren-Weltmeisterschaft der Division I 2004 - U18-Junioren-Weltmeisterschaft der Division I 2004 - U20-Junioren-Weltmeisterschaft der Division I 2005 - U18-Junioren-Weltmeisterschaft der Division I 2005 - Weltmeisterschaft 2005 - U20-Junioren-Weltmeisterschaft der Division I 2006 - Weltmeisterschaft 2006 | - Weltmeisterschaft der Division I 2007 - Weltmeisterschaft 2008 - Olympischen Winterspielen 2014 - Weltmeisterschaft 2015 - Qualifikationsturnier für die Olympischen Winterspiele 2018 - Weltmeisterschaft der Division IA 2019 - Qualifikationsturnier für die Olympischen Winterspiele 2022 | Vertrat Team Europa bei: - World Cup of Hockey 2016 |

(Legende zur Spielerstatistik: Sp oder GP = absolvierte Spiele; T oder G = erzielte Tore; V oder A = erzielte Assists; Pkt oder Pts = erzielte Scorerpunkte; SM oder PIM = erhaltene Strafminuten; +/− = Plus/Minus-Bilanz; PP = erzielte Überzahltore; SH = erzielte Unterzahltore; GW = erzielte Siegtore; 1 Play-downs/Relegation; Kursiv: Statistik nicht vollständig)